# النبطي (رواية)
النبطي رواية للروائي المصري يوسف زيدان. صدرت الرواية لأوّل مرة عام 2010 عن دار الشروق للنشر والتوزيع في مصر الجديدة بالقاهرة. ودخلت في القائمة الطويلة للجائزة العالمية للرواية العربية لعام 2012، المعروفة باسم «جائزة بوكر العربية».

## حول الرواية
يروي الكاتب المصري «يوسف زيدان» في هذه الرواية حكاية عن الأنباط وهم قبائل عربية كبيرة اشتهرت منذ أمد بعيد، قبل ظهور المسيحية والإسلام، وكان لها دور في تمهيد دخول المسلمين إلى مصر. تعتمد الرواية على خلفية تاريخية دقيقة، وتستعرض التغيرات السياسية والدينية التي سبقت الإسلام، مثل العلاقات بين العرب والروم والفرس، وانتشار المسيحية واليهودية، وصراعات القبائل في يثرب (المدينة المنورة لاحقًا). وتتناول الرواية بأسلوب رمزي بدايات التحولات الكبرى التي مهّدت لظهور الإسلام، دون أن تشير إليه مباشرة.

## الحبكة
تُروى القصة على لسان "مارية"، القبطية التي تنتقل من مصر إلى شمال الجزيرة العربية بعد زواجها من النبطي، وتعيش معه في مجتمع بدوي معقد. ومع تقدم الأحداث، يُستدرج النبطي إلى شبكة من المصالح السياسية والدينية، ويصبح شاهدًا على تغيرات كبرى في المجتمع العربي القديم. وتُلمّح الرواية إلى شخصيات وأحداث مستقبلية بطريقة رمزية وتأملية.

## الأسلوب
تتميز الرواية بسرد داخلي طويل، يمزج بين السيرة الذاتية والمونولوج والتأملات الدينية والفكرية، مع تركيز على التفاصيل اللغوية والتاريخية. استخدم الكاتب لغة فصيحة تميل أحيانًا إلى التقريرية، واستند في خلفيته إلى دراسته في الفكر الصوفي والتراث الإسلامي.

## الاستقبال النقدي
أثارت الرواية جدلاً واسعًا عند صدورها، إذ أشاد بها بعض النقاد بوصفها إعادة قراءة جريئة لمرحلة حرجة من التاريخ العربي، وامتدادًا لمشروع زيدان الذي يجمع بين الأدب والتاريخ، كما في عزازيل وظل الأفعى. في المقابل، رأى آخرون أن الرواية يغلب عليها الطابع التوثيقي والتقريري، وضعف البناء الدرامي.

## الطبعات والترجمات
صدرت الرواية في طبعتها الأولى عن دار الشروق عام 2010. ولم تُترجم إلى لغات أخرى بشكل رسمي، وإن ظهرت ترجمات جزئية بالفرنسية والإنجليزية في بعض المجلات الثقافية.